# Кириченко, Алексей Нестерович
Алексей Нестерович Кириченко (род. 10 мая 1927, посёлок Подгородное, теперь город Днепропетровского района Днепропетровской области — 2004, Запорожье) — советский партийный деятель, 1-й секретарь Веселовского райкома КПУ Запорожской области. Герой Социалистического Труда (1973). Член ЦК КПУ в 1976—1986 годах.

## Биография
Окончил военное училище. До 1956 года служил офицером пограничной заставы в Среднеазиатском пограничном округе.
Член ВКП(б) с 1951 года.
В 1956—1959 годах — секретарь партийной организации колхоза имени Фрунзе Веселовского района Запорожской области. В 1959—1965 годах — председатель укрупнённого колхоза имени Фрунзе Веселовского района Запорожской области.
Окончил Днепропетровский сельскохозяйственный институт.
В 1965—1967 годах — 2-й секретарь Веселовского районного комитета КПУ Запорожской области.
В 1967—1987 годах — 1-й секретарь Веселовского районного комитета КПУ Запорожской области.
Потом на пенсии в Запорожье.
Умер в 2004 году.

## Награды
- Герой Социалистического Труда (1973);
- дважды орден Ленина (1973, 1977).

## Ссылка
- Кириченко Алексей Нестерович. (недоступная ссылка)